# 小行星2709
小行星2709（2709 Sagan）是一颗围绕太阳公转的小行星。1982年3月21日，愛德華·鮑威爾在可可尼诺县发现了此天体。
該小行星以美國天文學家卡爾·薩根命名。
这颗小行星的绝对星等为308.2175925858236等。